# 庫爾塔梅什
55°54′N 64°42′E / 55.900°N 64.700°E
庫爾塔梅什（俄语：Куртамы́ш）是俄羅斯庫爾干州西南部的一個城市，距庫爾干西南88公里。2002年人口18,154人。
庫爾塔梅什於1745年建立，1956年正式建市。